# 黎庭征
黎庭征（1960年—1978年），也作黎廷征，出生於越南民主共和國清化省。1978年8月25日黎庭征在越南人民武裝公安（今越南邊防部隊）服役期間，在中越邊境越南一側的諒山省高祿縣執行阻止中國軍隊越過越南邊境時犧牲，是第一名在1978年-1979年中越邊境衝突中犧牲的越南軍警。

## 生平
黎庭征的父親黎庭松16歲入伍，到越南南方作戰，退伍後被調到巴位農場，在那裏他與來自河西省石室縣（今屬河內市）的姜氏周相遇，而後結爲夫妻。1960年2月初，黎庭征在越南民主共和國清化省弘化縣（今屬清化市）出生。兩年後他們又生下一個女兒，取名爲“鳳”。之後黎庭征的家庭相應建設新經濟區的號召，搬遷到了黎庭松故鄉清化省西北部的玉勒縣阴河農場工作。在那裏，夫妻倆又生下了四個孩子，分別命名爲“戰、利、來、泰”。
1975年底，柬越戰爭爆發後，時年15歲的七年級學生黎庭征入伍。經過訓練後，黎庭征被編入人民武裝公安（今越南邊防部隊）司令部第12團第2營第6連。在柬越戰爭中，他多次參加於紅色高棉的戰鬥，立下了一些戰功。在此期間黎庭征負了傷，被送往北方接受治療。痊癒後黎庭征要求回到原單位繼續參戰。1978年，他所在的部隊被部署到越南北部的諒山以保衛北部邊境。
1978年5月，黎庭征的母親將因爲負傷而得以休假一週的黎庭征送去了諒山。1978年8月25日，黎庭征在中國越南邊境執行任務時，在衝突中受重傷，於10時30分犧牲，時年18歲。

## 安葬在家鄉
2013年1月5日，清化邊防部隊指揮部及其家屬與第12團聯絡部的代表一起，從諒山省高祿縣烈士陵園將黎庭征烈士的英雄遺體運送回了清化老家。2013年1月6日上午，清化邊防軍司令部和清化市人民委員會在清化市咸瀧坊烈士陵園舉行英雄黎庭征烈士遺體安葬儀式。

## 紀念
1978年8月30日，黎庭征被追授人民武裝力量英雄稱號。他的名字在越南許多地方被用於命名道路、學校和農場。一些關於黎庭征的藝術作品被創作出來，包括歌曲《我們是黎庭征的戰友》和《青年黎庭征之歌》。